# Мошков, Валентин Николаевич
Валентин Николаевич Мошков (1903—1997) — советский учёный-врач, один из основоположников лечебной физической культуры (ЛФК) как самостоятельной дисциплины клинической медицины. Профессор (1945), член-корреспондент Академии медицинских наук СССР (1957), Заслуженный деятель науки РСФСР (1974).

## Биография
Родился 18 июля 1903 года в Москве.
В 1927 году окончил Государственный институт физкультуры, в 1931-м — 2-й Московский медицинский институт. После окончания мединститута работал заведующим отделением ЛФК в Государственном институте физиотерапии (до 1941 года) и Центральном НИИ курортологии и физиотерапии (1943—1959) (см. Российский научный центр восстановительной медицины и курортологии).
В 1945 году защитил докторскую диссертацию на тему «Лечебная физическая культура как метод восстановительной терапии после травм спинного мозга».
В 1940-е годы, в Центральном институте усовершенствования врачей, В. Н. Мошков начинает свою преподавательскую деятельность, работает доцентом кафедры терапии по курсу «Врачебный контроль и лечебная физкультура», заведующим (1943—1977) и научным консультантом (1977—1987) кафедры врачебного контроля и ЛФК. Подготовил множество специалистов по лечебной физкультуре.
В стационаре Центрального НИИ курортологии и физиотерапии В. Н. Мошковым был проведён ряд исследований по эффективности ЛФК в лечении пациентов с заболеваниями сердечно-сосудистой и нервной систем, органов дыхания, опорно-двигательного аппарата. Разработал методику массажа при гипертонической болезни.
Скончался 18 февраля 1997 года в Москве.